# Owca olkuska
Owca olkuska – jedna z ras owcy domowej, hodowana w Polsce.
Rasa wyhodowana w okolicach Olkusza przez krycie owiec sprowadzonych z Pomorza trykami rasy fryzyjskiej, holsztyńskiej oraz kent. W wyniku długotrwałej selekcji uzyskano owce łączące bardzo wysoką plenność  – ponad 160% (w dużym stopniu odziedziczoną po fryzach) – oraz dobrą użytkowość wełnistą, odziedziczoną po owcach rasy kent.  